# 皮筏
羊皮筏子是用羊皮和牛皮兩種皮質扎制成的筏子，是黃河流域的民間保留下來的一種古老的擺渡工具。2006年，甘肅省文化厅正式确定羊皮筏子为第一批甘肃省非物质文化遗产名錄。

## 起源
黃河發源於青海，在古時是蘭州唯一的水道，但水勢由高而下，上游水勢奔流及河床淺深的關係，不利舟楫，與周圍地區的水上交通和運輸，惟一之交通工具，為皮筏子，俗稱“渾脫”。

## 製作方法
筏有牛皮與羊皮兩種，牠的構成，是將牛皮由頸開口，完全脫下，去毛而留廓，以繩緊札三足及頸部，從一足空間，鼓以氣，使成氣囊（鼓氣后再緊札此一足），涂桐油，以防腐蝕。另以樹枝或木板條，製成十字形方格，將羊皮七八隻，或十數隻，緊湊排列，平綴于其下，筏成，放乎中流，一人持木板撥水，正其方向，就飄然而去。

## 歷史用途
若載重駛遠，由西寧至蘭州，或蘭州至寧夏，則以牛皮二三十隻，建成大筏，搭篷蓋，置爐灶以備宿食，載客運貨，有如船隻，牠的行駛，不恃風帆漿力，僅于後面架一木板為柁，把柁以正其航線。無論遠近，皆順流而下，水勢如萬馬奔騰，浮筏以去，至下遊目的地，起貨卸客後，引筏上岸，洩其氣，拆散，折叠裝車，載回原處。如果是羊皮小筏，路行不遠，筏夫就扛起小筏返回。因河水急流似箭，只能順而下不能逆而上。沿蘭州城關河畔，小小羊皮筏子到處可見，乘牠去下游幾里的旅途，或載送少數物資，片刻可到。

## 皮筏現況
隨著交通運輸業得發達和便捷，羊皮筏子在上世紀八九十年代運輸貨物和载人濟渡的功能已基本喪失。但隨著後來旅遊業的興起，羊皮筏子漂流由民間自發組織，作為一種特色旅遊項目，又重新回到人們的視野中。對這一令人歎服的民俗文化的遺產的保護工作也剛剛起步。